# Корамшар
Корамшар (персијки: خرمشهر) је лучки град у покрајини Хузестан на југозападу Ирана. Налази се око 10 km северно од Абадана. Град се протеже до десне обале Шат ел Араба на његовом ушћу у реку Карун. Процене о броју становништва варирају од 338.922 (2006) до 624.321(2005).